# Republika Siena
Republika Siena (talijanski: Repubblica di Siena) je bila republika na Apeninskom poluotoku. Nalazila se u pokrajini Toskani, a sjedište joj je bio grad Siena.
Postojala je nekoliko stoljeća. Početci sežu u 11. stoljeće, a postojala je sve do 17. travnja 1555. godine kad su ju porazile protivničko Firentinsko Vojvodstvo i španjolske postrojbe. 
Tijekom ranog srednjeg vijeka ovaj je kraj pripadao sienskom biskupu. Budući da mu je u 11. stoljeću vlast bila sve slabija, biskup se je sve više morao oslanjati na pomoć građanstva kojemu je moć sve više rasla. Biskupova je vlast osobito bila uzdrmana za vrijeme sukoba sa slobodnom komunom Arezzom. Vrhunac je bio 1167. godine,  kada je Gradska općina Siena objavila neovisnost od biskupske vlasti. Nakon tridesetak godina, 1179. godine, Siena je dobila pisani Ustav.
1554. su Firenca i španjolske postrojbe napale siensku republiku. Republika se opirala 18 mjeseca no naposljetku se je predala 17. travnja 1555. godine. Republikanska vlada 700 sienskih obitelji u Montalcinu se je odupirala sve do 1559. godine. 
Budući da je novi španjolski kralj Filip dugovao velike novce obitelji Medici, izuzevši niz obalnih utvrda koje su činile Državu Utvrda, Stato dei Presidi) ustupio je teritorije sienske republike Velikom Vojvodstvu Toskani kojem je pripadalo sve do ujedinjenja Italije u 19. stoljeću.